# أميغا 500
أميغا 500 ، المعروف أيضًا باسم A500 ، أول إصدار منخفض المستوى من كمبيوتر المنزل أميغا. يحتوي على نفس Motorola 68000 مثل Amiga 1000 ، بالإضافة إلى نفس معالجات الرسومات
والصوت، ولكنه في حالة أصغر شبيهة بحافظة Commodore 128.
أعلنت كومودور إنترناشونال عن Amiga 500 في شتاء يناير 1987 معرض إلكترونيات المستهلك في نفس الوقت مع الطراز الرفيع Amiga 2000. كان متاحًا في البداية في هولندا في أبريل 1987، ثم في بقية أوروبا في مايو. في أمريكا الشمالية والمملكة المتحدة تم إصداره في أكتوبر 1987 مع {{nowrap | US $ 699 / £ 499} } قائمة الأسعار. تنافست مباشرة مع النماذج في خط أتاري ST.

## روابط خارجية
- دليل المشتريين Amiga 500